# San Andrés Tomatlán (estación)
San Andrés Tomatlán es una de las estaciones que forman parte del Metro de la Ciudad de México, perteneciente a la Línea 12. Se ubica al oriente de la Ciudad de México, en la alcaldía Iztapalapa.

## Información general

### Nombre e Iconografía
El nombre lo recibe al estar situada en el Barrio de San Andrés Tomatlán que forma parte del pueblo de Culhuacán, uno de los 16 pueblos que forman parte del territorio de Iztapalapa.
El logo de la estación representa la Parroquia San Andrés Apóstol ubicada cerca de la estación.

## Incidencias
La estación se mantuvo fuera de servicio desde el 12 de marzo de 2014 hasta el 27 de octubre de 2015, debido a trabajos de mantenimiento mayor que se realizaron entre estas fechas, volviendo a funcionar con normalidad hasta el 29 de noviembre de 2015.
Nuevamente la estación permaneció cerrada desde el 4 de mayo de 2021 por seguridad, debido a un desplome que ocurrió en la interestación Tezonco-Olivos con dirección a Tláhuac y que dejara un saldo de 27 fallecidos y 80 heridos. Volviendo a operar con normalidad el 15 de julio de 2023.

## Afluencia
La siguiente tabla muestra la afluencia de la estación en los últimos 10 años:
| Afluencia Anual de Pasajeros | Afluencia Anual de Pasajeros | Afluencia Anual de Pasajeros | Afluencia Anual de Pasajeros | Afluencia Anual de Pasajeros | Afluencia Anual de Pasajeros |
| ---------------------------- | ---------------------------- | ---------------------------- | ---------------------------- | ---------------------------- | ---------------------------- |
| Año                          | Afluencia                    | A Diario                     | Ranking                      | Incremento                   | Ref.                         |
| 2023                         | 1,087,421                    | 2,979                        | 177°/187                     | X                            | [ 6 ]                        |
| 2022                         | 0                            | 0                            | X                            | -100.00%                     | [ 7 ]                        |
| 2021                         | 628,588                      | 1,722                        | 188°/195                     | -69.90%                      | [ 8 ]                        |
| 2020                         | 2,088,282                    | 5,705                        | 152°/195                     | -53.74%                      | [ 9 ]                        |
| 2019                         | 4,514,716                    | 12,369                       | 137°/195                     | +9.45%                       | [ 10 ]                       |
| 2018                         | 4,124,954                    | 11,301                       | 145°/195                     | +11.83%                      | [ 11 ]                       |
| 2017                         | 3,688,601                    | 10,105                       | 149°/195                     | +11.37%                      | [ 12 ]                       |
| 2016                         | 3,312,057                    | 9,049                        | 155°/195                     | +635.67%                     | [ 13 ]                       |
| 2015                         | 450,208                      | 1,233                        | 189°/195                     | -29.52%                      | [ 14 ]                       |
| 2014                         | 638,775                      | 1,750                        | 193°/195                     | -79.63%                      | [ 15 ]                       |

## Conectividad

### Salidas
- Norte: Av. Tláhuac casi esquina con la calle Hermanos Wright, Colonia San Andrés Tomatlán.
- Sur: Av. Tláhuac y calle Bugambilia, Pueblo Santa María Tomatlán.

### Conexiones
Existen conexiones con las estaciones y paradas de diversos sistemas de transporte:
Servicio de Transportes Eléctricos de la Ciudad de México
- Línea 7 del Trolebús de la Ciudad de México (Ciudad Universitaria / Periférico Oriente):
  - San Andrés Tomatlán.

Corredores Concesionados
- Zonal 3: Zona de Culhuacán (CULHUACANES) (Tasqueña / Técnicos y Manuales, UACM Tezonco).